# IBMX
IBMX, 3-isobutil-1-metilxantina, como outros derivados da xantina, é tanto um
1. inibidor da fosfodiesterase competitivo não seletivo[1] que aumenta cAMP intracelular, ativa a PKA, inibe TNF-alfa [2][3] e síntese dos leucotrienos [4] e reduz inflamação e imunidade inata [4] e
2. antagonista receptor de adenosina não seletivo.[5]

Como um inibidor da fosfodiesterase, IBMX tem IC50 = 2-50 μM  e não inibe PDE8 ou PDE9.